# Kód Kamenických

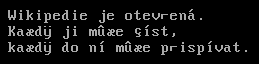
Český text v kódu Kamenických zobrazený ve znakové sadě CP437

Kód Kamenických, pojmenovaný podle bratrů Jiřího a Mariana Kamenických, byla svého času velmi populární znaková sada pro češtinu a slovenštinu pro osobní počítače běžící pod MS-DOSem, vytvořená v někdejším Československu. Jiným pojmenováním je KEYBCS2, což je pojmenování rezidentního programu, který implementoval pro toto kódování ovladač klávesnice.
V podstatě se jedná o sadu CP437, ve které byly kódové body 128 až 171 nahrazeny znaky české a slovenské abecedy, přičemž jejich uspořádání bylo zvoleno tak, aby náhradní glyfy připomínaly co nejlépe originály. Všechny semigrafické znaky stránky CP437 zůstaly nezměněny. Oba tyto rysy přispěly k popularitě tohoto kódování, protože v něm byl český text s jistými problémy přímo čitelný i na počítačích s původní znakovou sadou. Některé počítače měly totiž uložené fonty v ROM na videokartě, díky čemuž byla modifikace obtížná, ne-li nemožná.
Všeobecné rozšíření kódu Kamenických neutrpělo ani zavedením oficiální kódové stránky IBM (CP852), ani zavedením znakové sady Windows-1250 (Microsoft Central Europe) ve Windows 3.1. Širší užívání sady Windows-1250 začalo teprve s nástupem Windows 95 a rozšířením kancelářského balíku Microsoft Office.
Kódování Kamenických se někdy také označuje jako kódová stránka 895 (CP895) podle označení, které se pro ni používalo v programu WordPerfect; IBM však toto číslo stránky používá pro jinou sadu a IANA toto číslo vůbec neuznává.

## Tabulka znaků
Je zobrazena pouze horní polovina tabulky. Ve spodní půlce je obyčejné ASCII. Odlišné pozice vůči sadě CP437 jsou vyznačeny barevně. 
| ## | .0     | .1     | .2     | .3     | .4     | .5     | .6     | .7     | .8     | .9     | .A     | .B     | .C     | .D     | .E     | .F     |
| -- | ------ | ------ | ------ | ------ | ------ | ------ | ------ | ------ | ------ | ------ | ------ | ------ | ------ | ------ | ------ | ------ |
| 8. | Č 10C  | ü FC   | é E9   | ď 10F  | ä E4   | Ď 10E  | Ť 164  | č 10D  | ě 11B  | Ě 11A  | Ĺ 139  | Í CD   | ľ 13E  | ĺ 13A  | Ä C4   | Á C1   |
| 9. | É C9   | ž 17E  | Ž 17D  | ô F4   | ö F6   | Ó D3   | ů 16F  | Ú DA   | ý FD   | Ö D6   | Ü DC   | Š 160  | Ľ 13D  | Ý DD   | Ř 158  | ť 165  |
| A. | á E1   | í ED   | ó F3   | ú FA   | ň 148  | Ň 147  | Ů 16E  | Ô D4   | š 161  | ř 159  | ŕ 155  | Ŕ 154  | ¼ BC   | § A7   | « AB   | » BB   |
| B. | ░ 2591 | ▒ 2592 | ▓ 2593 | │ 2502 | ┤ 2524 | ╡ 2561 | ╢ 2562 | ╖ 2556 | ╕ 2555 | ╣ 2563 | ║ 2551 | ╗ 2557 | ╝ 255D | ╜ 255C | ╛ 255B | ┐ 2510 |
| C. | └ 2514 | ┴ 2534 | ┬ 252C | ├ 251C | ─ 2500 | ┼ 253C | ╞ 255E | ╟ 255F | ╚ 255A | ╔ 2554 | ╩ 2569 | ╦ 2566 | ╠ 2560 | ═ 2550 | ╬ 256C | ╧ 2567 |
| D. | ╨ 2568 | ╤ 2564 | ╥ 2565 | ╙ 2559 | ╘ 2558 | ╒ 2552 | ╓ 2553 | ╫ 256B | ╪ 256A | ┘ 2518 | ┌ 250C | █ 2588 | ▄ 2584 | ▌ 258C | ▐ 2590 | ▀ 2580 |
| E. | α 3B1  | ß DF   | Γ 393  | π 3C0  | Σ 3A3  | σ 3C3  | µ B5   | τ 3C4  | Φ 3A6  | Θ 398  | Ω 3A9  | δ 3B4  | ∞ 221E | φ 3C6  | ε 3B5  | ∩ 2229 |
| F. | ≡ 2261 | ± B1   | ≥ 2265 | ≤ 2264 | ⌠ 2320 | ⌡ 2321 | ÷ F7   | ≈ 2248 | ° B0   | ∙ 2219 | · B7   | √ 221A | ⁿ 207F | ² B2   | ■ 25A0 | A0     |

### Porovnání vůči kódování CP437
Následující tabulka ukazuje rozdíly v kódování Kamenických oproti CP437 (české a slovenské znaky s diakritikou chybějící v původní sadě jsou umístěny na místech vizuálně podobných znaků původní sady). Tabulka ukazuje pouze první část horní poloviny kódování, zbytek znaků je s CP437 shodný.
| ## | .0     | .0     | .1     | .1     | .2     | .2     | .3     | .3     | .4     | .4     | .5     | .5     | .6     | .6     | .7     | .7     | .8     | .8     | .9     | .9     | .A     | .A     | .B     | .B     | .C     | .C     | .D     | .D     | .E     | .E     | .F     | .F     |
| -- | ------ | ------ | ------ | ------ | ------ | ------ | ------ | ------ | ------ | ------ | ------ | ------ | ------ | ------ | ------ | ------ | ------ | ------ | ------ | ------ | ------ | ------ | ------ | ------ | ------ | ------ | ------ | ------ | ------ | ------ | ------ | ------ |
| 8. | Č 010C | Ç 00C7 | ü 00FC | ü 00FC | é 00E9 | é 00E9 | ď 010F | â 00E2 | ä 00E4 | ä 00E4 | Ď 010E | à 00E0 | Ť 0164 | å 00E5 | č 010D | ç 00E7 | ě 011B | ê 00EA | Ě 011A | ë 00EB | Ĺ 0139 | è 00E8 | Í 00CD | ï 00EF | ľ 013E | î 00EE | ĺ 013A | ì 00EC | Ä 00C4 | Ä 00C4 | Á 00C1 | Å 00C5 |
| 9. | É 00C9 | É 00C9 | ž 017E | æ 00E6 | Ž 017D | Æ 00C6 | ô 00F4 | ô 00F4 | ö 00F6 | ö 00F6 | Ó 00D3 | ò 00F2 | ů 016F | û 00FB | Ú 00DA | ù 00F9 | ý 00FD | ÿ 00FF | Ö 00D6 | Ö 00D6 | Ü 00DC | Ü 00DC | Š 0160 | ¢ 00A2 | Ľ 013D | £ 00A3 | Ý 00DD | ¥ 00A5 | Ř 0158 | ₧ 20A7 | ť 0165 | ƒ 0192 |
| A. | á 00E1 | á 00E1 | í 00ED | í 00ED | ó 00F3 | ó 00F3 | ú 00FA | ú 00FA | ň 0148 | ñ 00F1 | Ň 0147 | Ñ 00D1 | Ů 016E | ª 00AA | Ô 00D4 | º 00BA | š 0161 | ¿ 00BF | ř 0159 | ⌐ 2310 | ŕ 0155 | ¬ 00AC | Ŕ 0154 | ½ 00BD | ¼ 00BC | ¼ 00BC | § 00A7 | ¡ 00A1 | « 00AB | « 00AB | » 00BB | » 00BB |

Ukázka českého a slovenského textu s malými a velkými písmeny s diakritikou:
Text zobrazený se správným kódováním
Příliš žluťoučký kůň úpěl ďábelské ódy. Päťtýždňové vĺčatá nervózne štekajú na môjho ďatľa v tŕní.

PŘÍLIŠ ŽLUŤOUČKÝ KŮŇ ÚPĚL ĎÁBELSKÉ ÓDY. PÄŤTÝŽDŇOVÉ VĹČATÁ NERVÓZNE ŠTEKAJÚ NA MÔJHO ĎATĽA V TŔNÍ.
Tentýž text uložený s kódováním Kamenických zobrazený pomocí kódování CP437
P⌐íli¿ æluƒouçkÿ kûñ úpêl âábelské ódy. Päƒtÿædñové vìçatá nervózne ¿tekajú na môjho âatîa v t¬ní.

P₧ïLI¢ ÆLUåOUÇK¥ KªÑ ùPëL àÅBELSKÉ òDY. PÄåT¥ÆDÑOVÉ VèÇATÅ NERVòZNE ¢TEKAJù NA MºJHO àAT£A V T½Nï.